# Barylypa rubricator
Barylypa rubricator là một loài tò vò trong họ Ichneumonidae.